# Aurum Hotels (equip ciclista)
L'equip Aurum Hotels va ser un equip ciclista italià de ciclisme en ruta, anteriorment conegut amb els noms de Cantina Tollo, Acqua & Sapone, Domina Vacanze o Naturino. Va arribar a tenir categoria d'Equip continental professional, per la qual cosa podia disputar les proves dels circuits continentals de ciclisme, alhora que podia ser convidat per prendre part en les curses del ProTour.

## Història
L'equip es fundà el 1996 amb llicència eslovena, però l'any següent ja és completament italià. Es fitxen ciclistes com Serhí Hontxar, Danilo Di Luca o Nicola Minali. El 1999 és convidat al Tour de França i aconsegueix guanyar una etapa amb Gianpaolo Mondini.
El 2002 arriba Acqua & Sapone com a nou patrocinador. S'aconsegueix el fitxatge de Mario Cipollini i amb ell arriben nombroses etapes al Giro d'Itàlia i a la Volta a Espanya. També cal remarcar el triomf a la Milà-Sanremo.
A la temporada 2003 arriba el Domina Vacanze com a nou patrocinador, però l'any següent baixa a la segona categoria dels equips professionals.
A finals del 2004 Domina Vacanze va decidir abandonar l'equip i anar a finançar l'equip De Nardi. Així pel 2005 apareixen dos nous patrocinadors: Naturino i Sapore di Mare. En aquest primer any l'equip té llicència suïssa. L'equip no pot entrar a la recent creada UCI ProTour i s'ha de conformar amb categoria professional continental participant amb curses de l'UCI Europa Tour.
Pel 2007, la cadena hotelera Tirreno Hotels Aurum es converteix en el nou patrocinador principal. L'equip baixa a Categoria continental però no podrà acabar la temporada. Al juliol de 2007, l'equip és bloquejat per la Federació Italiana de Ciclisme per incompliments en el pagament dels salaris. Un tribunal estableix l'embargament de béns i finalment l'equip es dissol.
Malgrat que al llarg dels anys han tingut mateixos patrocinadors, aquesta formació no té res a veure amb el Domina Vacanze-De Nardi o amb el Acqua & Sapone.

## Principals resultats

### Clàssiques
- Volta a Llombardia de 2001: Danilo Di Luca
- Milà-Sanremo de 2002: Mario Cipollini

### A les grans voltes
- Giro d'Itàlia
  - 8 participacions (1997, 1998, 1999, 2000, 2001, 2002, 2003, 2004)
  - 13 victòries d'etapa:
    - 1 el 1998: Serhí Hontxar
    - 1 el 2000: Danilo Di Luca
    - 1 el 2001: Danilo Di Luca
    - 7 el 2002: Mario Cipollini (6), Giovanni Lombardi
    - 3 el 2003: Mario Cipollini (2), Giovanni Lombardi

  - 1 classificacions secundàries:
    -  Classificació per punts: Mario Cipollini (2002)

- Tour de França
  - 2 participació (1999, 2004)
  - 1 victòries d'etapa:
    - 1 el 1998: Gianpaolo Mondini

  - 0 classificacions secundàries:

- Volta a Espanya
  - 7 participacions (1996, 1997, 1998, 2000, 2001, 2002, 2003)
  - 9 victòries d'etapa:
    - 1 el 1996: Marco Antonio Di Renzo
    - 1 el 2000: Paolo Bossoni
    - 2 el 2001: Filippo Simeoni, Guido Trenti
    - 3 el 2002: Mario Cipollini (2), Giovanni Lombardi
    - 1 el 2003: Filippo Simeoni

  - 0 classificacions secundàries:

### Campionats nacionals
- Campionat d'Itàlia en contrarellotge (1): 2003 (Gianpaolo Mondini)
- Campionat de Rússia en ruta (1): 2004 (Aleksandr Kólobnev)
- Campionat de Suècia en ruta (1): 1998 (Martin Rittsel)
- Campionat d'Ucraïna en ruta (1): 2001 (Kyrylo Pospyeyev)
- Campionat d'Ucraïna en contrarellotge (1): 1998 (Serhí Hontxar)

## Classificacions UCI
Fins al 1998 els equips ciclistes es trobaven classificats dins l'UCI en una única categoria. El 1999 la classificació UCI per equips es dividí entre GSI, GSII i GSIII. D'acord amb aquesta classificació els Grups Esportius II són la segona divisió dels equips ciclistes professionals.
| Temporada | Classificació per equips | Millor ciclista en la classificació individual |
| --------- | ------------------------ | ---------------------------------------------- |
| 1996      | 25è                      | Massimiliano Gentili (138è)                    |
| 1997      | 28è                      | Uwe Peschel (137è)                             |
| 1998      | 20è                      | Serhí Hontxar (46è)                            |
| 1999      | 21è                      | Roberto Sgambelluri (62è)                      |
| 2000      | 3r (GSII)                | Danilo Di Luca (56è)                           |
| 2001      | 5è (GSII)                | Danilo Di Luca (32è)                           |
| 2002      | 19è                      | Mario Cipollini (5è)                           |
| 2003      | 16è                      | Miguel Ángel Perdiguero (66è)                  |
| 2004      | 2n (GSII)                | Michele Scarponi (58è)                         |

Després del 2005, l'equip participa en les proves dels circuits continentals, en particular de l'UCI Europa Tour.
UCI Amèrica Tour
| Temporada | Classificació per equips | Millor ciclista en la classificació individual |
| --------- | ------------------------ | ---------------------------------------------- |
| 2005      | 7è                       | Murilo Fischer (13è)                           |

UCI Àsia Tour
| Temporada | Classificació per equips | Millor ciclista en la classificació individual |
| --------- | ------------------------ | ---------------------------------------------- |
| 2005      | 9è                       | Valerio Agnoli (26è)                           |
| 2006      | 20è                      | Stefan Cohnen (82è)                            |

UCI Europa Tour
| Temporada | Classificació per equips | Millor ciclista en la classificació individual |
| --------- | ------------------------ | ---------------------------------------------- |
| 2005      | 5è                       | Murilo Fischer (1r)                            |
| 2006      | 20è                      | Sergio Marinangeli (36è)                       |
| 2007      | -                        | -                                              |